# Guvernul Lascăr Catargiu (1)
Guvernul Lascăr Catargiu (1) a fost un consiliu de miniștri care a guvernat Principatele Unite ale Moldovei și Țării Românești în perioada 11 mai - 13 iulie 1866. Scopul acestui guvern de coaliție era, conform declarației prim-ministrului pe 13 mai 1866 în fața Camerei, de a munci „pentru a asigura drepturile noastre și pentru a susține pe alesul nostru Carol I”.

## Activitatea
Întrucât Turcia își masase trupe la sudul Dunării și exista frica unei invazii a țării, la 11 mai s-a hotărât mobilizarea armatei. Tabăra cea mai numeroasă a armatei române a fost stabilită pe râul Sabar, unde la 22 iunie erau concentrați 388 de ofițeri și 13.808 de soldați. Avanposturile erau plasate pe Dunăre, la Giurgiu și Oltenița. În ciuda încurajărilor primite de Turcia de la Austria, nu s-a ajuns la o confruntare, datorită atitudinii ferme a părții române și a descurajărilor venite din partea Franței și Marii Britanii.
Lunile mai și iunie au fost marcate de dezbaterile prilejuite de Constituția din 1866.  Noua lege fundamentală  — conform istoricilor Mamina și Bulei prima constituție românească „întocmită de reprezentanții legitimi ai națiunii române”  — avea trei principii de bază: principiul suveranității naționale, conform căruia toate puterile pornesc de la națiune, principiul guvernării reprezentative, conform căruia puterea era exercitată prin interpuși, și principiul clasic al separării celor trei puteri în stat.
În ce privește monarhia, regele era deasupra partidelor, având o serie de atribuții esențiale, precum revocarea miniștrilor, demiterea guvernului, prorogarea sau dizolvarea parlamentului și amnistia. Se înlocuia de asemenea principiul electiv cu cel ereditar (primogenitură). În timpul dezbaterilor asupra articolului 6, care avea să devină articolul 7 în legea votată, a sosit în capitală Adolphe Crémieux, ale cărui intervenții au determinat un protest al populației bucureștene, care a atacat magazine evreiești și sinagoga neterminată. Conform istoricilor Mamina și Bulei, votarea de către Adunarea Constituantă a acelui articol, care prevedea că doar străinii de rituri creștine pot deveni cetățeni români, a marcat începutul problemei evreiești din România.
Guvernul l-a trimis pe Ion Ghica la începutul lunii iunie la Constantinopol pentru a obține recunoașterea noii situații a țării de către Poartă, însă proiectul propus de aceasta era inacceptabil, astfel încât a fost respins de partea românească, care a demarat redactarea unei contrapropuneri. La 30 iunie 1866, Carol I depunea jurământul pe Constituție.
Guvernul însă nu a ținut mult, din cauza neîncrederii dintre liberalii radicali (C.A. Rosetti și Ion C. Brătianu) și conservatorii lui Catargiu. Aceasta a fost potențată de respingerea soluțiilor financiare ale liberalilor radicali și de negăsirea unui punct de vedere comun privitor la atitudinea țării în cazul unui război între Prusia și Austria, ceea ce a dus la demisiile lui Rosetti și Brătianu, care au provocat căderea guvernului.

## Componența
- Președintele Consiliului de Miniștri

Lascăr Catargiu (11 mai - 13 iulie 1866)
- Ministrul de interne

Lascăr Catargiu (11 mai - 13 iulie 1866)
- Ministrul de externe

Petre Mavrogheni (11 mai - 13 iulie 1866)
- Ministrul finanțelor

Ion C. Brătianu (11 mai - 13 iulie 1866)
- Ministrul justiției

Ioan C. Cantacuzino (11 mai - 13 iulie 1866)
- Ministrul de război

General Ioan Gr. Ghica (11 mai - 13 iulie 1866)
- Ministrul cultelor și al instrucțiunii publice

Constantin A. Rosetti (11 mai - 13 iulie 1866)
- Ministrul lucrărilor publice

Dimitrie A. Sturdza (11 mai - 13 iulie 1866)

## Sursa
- Mamina, Ion; Bulei, Ion (1994), Guverne și guvernanți (1866 - 1916), București: Editura Silex, pp. 11–14
- Neagoe, Stelian (1995), Istoria guvernelor României de la începuturi - 1859 până în zilele noastre - 1995, București: Editura Machiavelli, p. 40

| Precedat(ă) de: Guvernul Ion Ghica (1) | Guvernul Lascăr Catargiu (1) 11 mai - 13 iulie 1866 | Succedat(ă) de: Guvernul Ion Ghica (2) |